# Mischianza

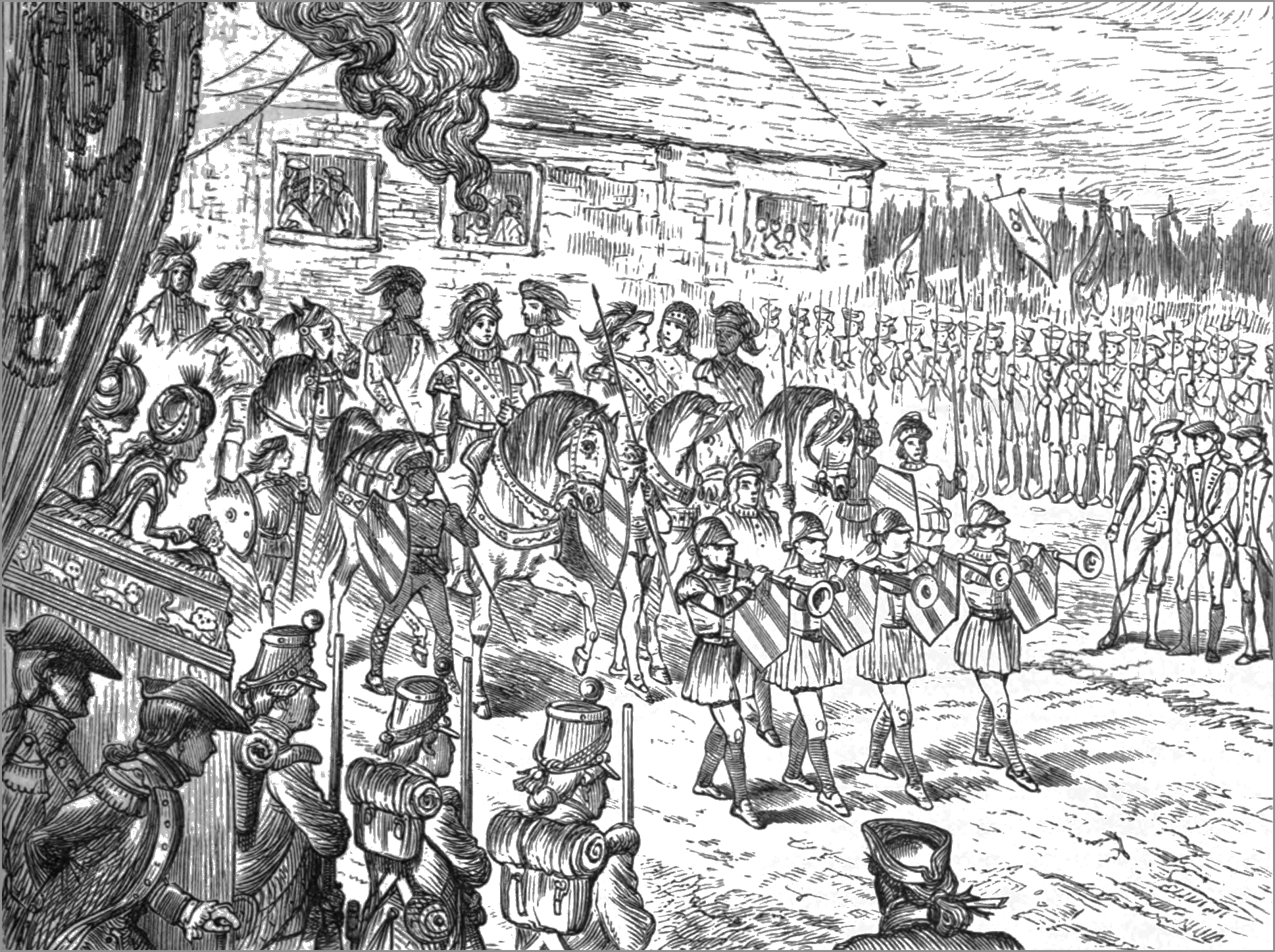
Procession, telle que représentée un siècle plus tard

La Mischianza ou Meschianza (pot-pourri ou mélange en italien) était le nom donné à une fête et un bal en l'honneur du général britannique Sir William Howe qui a eu lieu à Philadelphie le 18 mai 1778.
William Howe, commandant en chef des forces britanniques en Amérique pendant les premières années de la Révolution américaine avait démissionné de son poste et était sur le point de partir lorsque ses officiers rassemblèrent une somme de 3 312 guinées (pièce de monnaie britannique frappée entre 1663 et 1813 valant 21 shillings) pour organiser une fête en son honneur. Son frère l'amiral Richard Howe fut également célébré lors de cet événement.
John André et John Montresor, chargés de son organisation, firent apprêter une régate le long du Delaware, accompagnée de trois groupes musicaux, et inclurent une salve de 17 coups de canon par des navires de guerre britanniques, puis une procession. Un tournoi de chevaliers, parodiant les joutes médiévales, fut également organisé. Deux équipes de sept chevaliers, individuellement escortés au combat par des femmes déguisées en dames du sérail, s'affrontèrent, puis se réconcilièrent solennellement. Un bal, durant lequel fut tiré un feu d'artifice, clôtura la joute. Enfin, un banquet fut servi, à la fin duquel le God Save the King fut entonné, et la soirée se termina par un nouveau bal.
Le site choisi fut Walnut Grove, la résidence de campagne de Joseph Wharton (1707 – 1776), un marchand émérite, oncle de Thomas Wharton Jr (1735 - 1778), Gouverneur de Pennsylvanie et père de Samuel Wharton (1732 - 1800), membre du Congrès continental, de Robert Wharton (1757 - 1834), pasteur à Philadelphie et de Franklin Wharton (1767 - 1818), commandant du Corps des Marines des États-Unis.
À la fête, furent conviées plus de quatre cents personnes dont Richard Lord Howe (1726 – 1799), Amiral de la Flotte, le général Henry Clinton (1730 – 1795), Peggy Shippen (1760 – 1804), future épouse du général Benedict Arnold (1741 – 1801), Peggy Chew, sœur de l'avocat Benjamin Chew (1722 – 1810), Rebecca Franks (1760 – 1823), sœur du général loyaliste David Franks (1720 – 1794), le soldat et diplomate William Cathcart (1755 – 1843), le général et homme politique Banastre Tarleton (1754 – 1833) et, le général de Hesse-Cassel Wilhelm von Knyphausen (1716 – 1800).

## Sources
- (en) Cet article est partiellement ou en totalité issu de l’article de Wikipédia en anglais intitulé « Mischianza » (voir la liste des auteurs).
- Elizabeth F. Ellet, The Women of the American Revolution, Third Edition. New York: Baker and Scribner, 1849 (en anglais)
- Bernard Cottret, La Révolution américaine : la quête du bonheur, 1763-1787. Paris : Perrin, 2004, Collection Tempus, p. 227-228.